# Норди Мукијеле
Норди Мукијеле Мулере (фр. Nordi Mukiele Mulere; Монтреј, 1. новембар 1997) француски је фудбалер конгоанског порекла који тренутно игра у енглеској Премијер лиги за Сандерланд и репрезентацију Француске на позицији штопера.

## Највећи успеси

### Клупски
РБ Лајпциг
- Куп Њемачке (1) : 2021/22.

Пари Сен Жермен
- Лига 1 (2) : 2022/23, 2023/24.
- Куп Француске (1) : 2023/24.
- Суперкуп Француске (2) : 2022, 2023.